# Rita Engedalen
Rita Engedalen (Kongsberg, 17 dicembre 1971) è una cantante norvegese.

## Biografia
Rita Engedalen ha pubblicato il suo album di debutto Hear My Song nel 2004, e due anni dopo il suo secondo disco Heaven Ain't Ready for Me Yet le ha fruttato un premio Spellemann, il principale riconoscimento musicale norvegese, per il miglior album blues dell'anno. È stata in lizza per lo stesso premio anche nel 2008 con The Tree Still Standing e nel 2011 con Chapels and Bars. Quest'ultimo è stato il suo primo ingresso nella classifica norvegese, dove ha raggiunto l'8ª posizione, concludendo l'anno con 5 000 copie vendute a livello nazionale.

## Discografia

### Album in studio
- 2004 – Hear My Song
- 2006 – Heaven Ain't Ready for Me Yet
- 2008 – The Tree Still Standing
- 2011 – Chapels and Bars
- 2012 – Broken Soul Blues (con Margit Bakken e le Women in Blues)
- 2014 – My Mother's Blues

### Raccolte
- 2018 – Best of Rita Engedalen

### EP
- 2002 – Turtle Blues